# Aérodrome de Tabiteuea-Nord
L'aérodrome de Tabiteuea-Nord (code IATA : TBF • code OACI : NGTE) est un des deux aéroports de Tabiteuea situé au sud des îles Gilbert. Il dessert les atolls du sud de l'archipel avec un lien l'aéroport international de Bonriki, où se trouve la capitale des Kiribati.

## Situation
| Abaiang Abemama Aranuka Arorae Beru Bonriki Butaritari Canton Cassidy Kuria Maiana Makin Nonouti Tabiteuea-Nord Tabiteuea-Sud Tamana Teraina Tabuaeran Marakei Nikunau |

## Compagnies et destinations

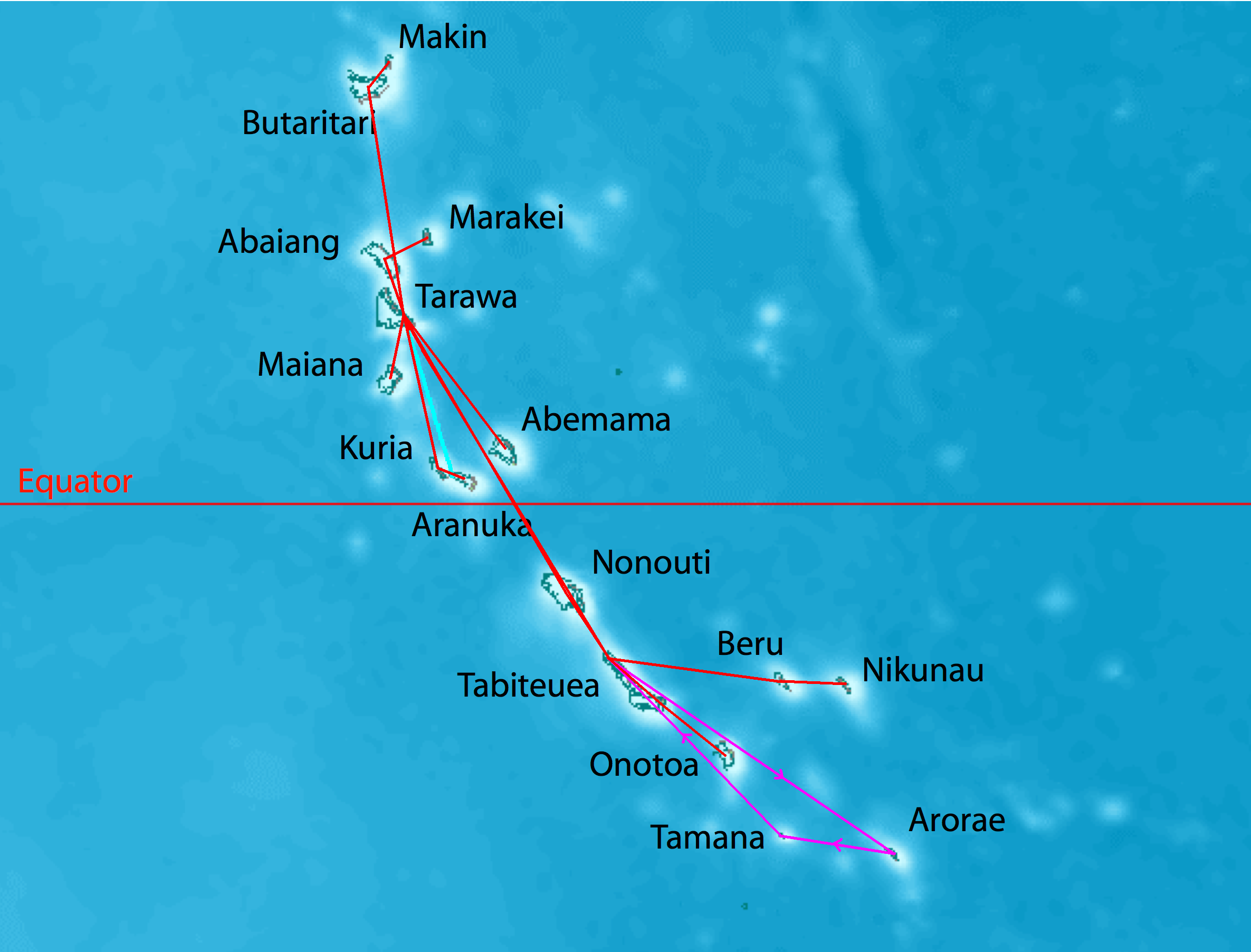
Détail Air Kiribati

| Compagnies   | Destinations                                                                                        |
| ------------ | --------------------------------------------------------------------------------------------------- |
| Air Kiribati | Tarawa (Bonriki), Tabiteuea-Sud, Beru (en), Nonouti (de), Nikunau (en), Onotoa (de), Tamana, Arorae |

Édité le 23/04/2018